# Bagyinszki Zoltán
Bagyinszki Zoltán (Gyula/Budapest, 1954. –)  fotográfus, népművelő, kulturális menedzser. 

## Életpályája
Középiskolai tanulmányait Miskolcon végezte – a III.sz. Szakközépiskolában érettségizett. Majd Szegeden a Juhász Gyula Tanárképző Főiskolán okleveles népművelő- földrajz szakos tanári diplomát szerzett, a rendszerváltást követően Kulturális Menedzser képzésben is részesült. Fontosabb munkahelyei: SZOT Közlekedési üdülő, Jókai Művelődési-ház, Express utazási Iroda, Békés -Megyei Iparszövetség, Dürer Kisszövetkezet, Erkel Ferenc Művelődési Központ, BZorg Stúdió BT-KFT, Gyula Város Polgármesteri Hivatala
Anno az NDK-t is megjárva, több mint 40 évet dolgozott, tevékenyen részt vett Gyula város kulturális életében a város értékeinek bemutatásában – népszerűsítésében. Fotográfus vállalkozóként közreműködött hazánk gazdag épített örökségének kiállításokkal, könyvekkel - előadásokkal történő népszerűsítésében. Honlapja segítségével állandó -heti frissítésével, jelenleg 74.000 fotójával a történelmi Magyarország területéről biztosítja a közvetlen elérhetőséget, a képi élményeket. bagyinszki.eu
Az elmúlt évtizedekben több alkalommal körbeutazta a 64 magyar történelmi vármegyét. (könyvek, kiállítások, előadások, értékeink népszerűsítése a honlap céljaival feladataival kapcsolatban járta az önmaga által kijelölt útját, megvalósult kiállításai száma az elmúlt 30 évben meghaladta a 100 alkalmat Magyarországon, Európában és Amerikában. Párizs, Brüsszel, Varsó, Texas / Dallas Fort Worth, Budapest, Temesvár, Nagybánya, Nagyvárad, Arad, Révkomárom, Gyergyószentmiklós, Kézdivásárhely, Kovászna és a hazai városaink sora Gyulával kezdődően és bezárólag. 
Különleges kapcsolat, az értékek mentén való együttműködés alakult ki a Los Angeles-i Egyesült Magyar Házzal, Dél-Kaliforniai Magyar Örökség Alapítvány révén sok fotósorozat kerül évek óta tematikusan ezen a csatornán Amerikába-a tengeren túli magyarok számára. 
Talán a kastélyok, várak (4 könyv) - a Magyar építészet sorozat Kossuth Kiadó 1-6 kötet, az Erdély könyvek (4 könyv), szecessziós albumok fotói (3 album), a reneszánsz magyar építészet bemutatása Tóth Kiadó voltak a legfontosabbak számára. Ez idáig 39 könyv, album szerzője társszerzője volt és néhány éve a Szecesszió Világnapi programok szervezése voltak a maradandó élmények, fotóssikerek számára. Jelenleg Erdély szecessziós épületeit-azok fotóit rendezi impozáns digitális adatbázisba.
2020-ban két baráti kollégával / Bálint Imre és Fodor György elkészítették Gyula város szecessziós térképét, a gazdag képes információs és fotós idegenforgalmi és helytörténeti munka az országban 3. -ént jelent meg az interneten-amelybe 2 év után a város teljes értéktárát, látnivalóit is beépítették.
Kedves és szeretett városa prioritás számára, a munkája jelentős részben Gyulához és a kultúrához, a turizmushoz -a szervezőmunkához kapcsolódott. Bővebb információ a honlap elején a kiállítási és a könyvlista segítségével tekinthető meg.( említendőek még a vezetett városi sétái-ahol a vendégek turisták számára mutathatja be Gyula város vonzerőit, értékeit, szépségeit.)
Gyulai Városszépítő Egyesületben végzett munkája mellett tizenegy éven keresztül a Gyulai Értéktár Bizottság titkári teendőit is végezte, mint ahogyan a helytörténeti Október 23. Alapítvány elnöki teendőit is.( amiért Maléter Pál emlékérmet kapott 2021-ben ). Évtizedeken át civil fotós feladatokat is vállalt több alapítvány részére -ill. a Székely Aladár gyulai fotóklub tagjaként is jelen van.
Sikeres pályázat révén négy évig vezette Gyulán 1991-től az Erkel Ferenc Művelődési Központ intézményét. A hagyományos és az újszerű programok biztosítása mellett létrehozta a város Alapfokú Művészeti Iskoláját. Fotós közreműködésével készült el a Gyulai útikönyv és az Almásy - kastélyt bemutató impozáns ismertető is.
Gyula város 2008-ban elnyerte a Kultúra Magyar Városa címet -a szakmai dokumentációt, a fotóanyagot- érdemi közreműködésével készítették el. Hosszú éveken át segítette Gyulán a Gyulai Nyári Művésztelep sikeres művészeti tevékenységét. Különleges értéknek tekinti az ERKEL BICENTENÁRIUM 2010-évi rendezvénysorozatában való vezető- szervező közreműködését.
A Gyulai Polgármesteri Hivatalban eltöltött 15 év ( több konferencia, koncertprogram, városi rendezvény, előadások szervezése, testvérvárosi események, pályázati programok, emléktáblák avatása, a hősi temetők síremlékek adatainak feldolgozása, értéktári munka stb….)után mint vezető főtanácsos került nyugállományba.

## Korábbi elismerései
- Budai díj (2000)
- Sikeres Gyulai-díj (2001)
- Könyvtárosok különdíja (2002)
- Díszpolgári Oklevél (2002) Fort Worth / USA.
- A kulturális közéletben a városi közművelődésben végzett munkájáért 2008-ban Wlassics Gyula-díjban, állami kitüntetésben részesült.
- 2015-ben Gyula Város Szolgálatáért elismerés.
- A hadisírok dokumentálásáért végzett tevékenységéért 2016-ban Honvédelemért Kitüntető cím II. ezüst fokozatát kapta.
- Művészetünk kultúránk bemutatása – több évtizedes népszerűsítéséért 2024-ben Podmaniczky-díjban részesült.

## Könyvek, albumok, kiadványok

### Bagyinszki Zoltán szerző-társszerző
- Pest Megye Atlasza HISZI MAP Kft. Gyula 1997.
- Építőművészet Magyarországon DVD Kossuth Kiadó Budapest. 2000.
- A gyulai végvár históriája téglából falakat DVD BZorg Stúdió, Gyula 2007.
- Magyar várak (32) kvíz-kvartett játék Kvíz játékkártya Felsőtárkány Kft. 2011.
- Nemzeti örökségünk, kastélyok a történelmi Magyarországról Publi City Kiadó 1998
- Kastélyok és paloták a történelmi Magyarországon Mikes Kiadó Bp. 1999.
- Múltidéző szálláshelyek, kastélyhotel katalógus Hotelinfo Kft. Bp. 2001.
- Vendégváró Békés megye / Útikönyv Well Press Kiadó, Miskolc 2001.
- Magyar építészet sorozat I-VI. kötet Kossuth Kiadó Bp. 2001- 2004.
- 100 Magyar kastély Tóth Kiadó, Debrecen 2001.
- Texas, a modern vadnyugat Euro Konsortium Rt., Gyula 2002.
- Gyula régen és ma 1. Gyulai Évszázadok Alap. 2003.és további kötetek…..
- Hévíz album Tóth Kiadó, Debrecen 2004.
- Kazincbarcika Tóth Kiadó, Debrecen 2004.
- Hajdú-Bihar megye Tóth Kiadó, Debrecen 2004.
- Gyula régen és ma 2. Gyulai Évszázadok Alap. 2004.
- 100 Magyar vár Tóth Kiadó, Debrecen 2005
- Aggtelektől Wieliczkáig postakocsin a sóút mentén Tóth Kiadó, Debrecen 2005.
- Bank építőművészet Magyarországon Kégl Miklós 2005.
- Gyula régen és ma sorozat – 50 éves a Gyulai Várfürdő Gyulai Évszázadok Alap. 2006.
- Gyula és környéke útikalauz Hiszi Map Kft., Gyula 2008.
- Alföldi szecesszió Tóth Kiadó, Debrecen 2008. Gerle Jánossal
- Magyarországi reneszánsz építészet Tóth Kiadó, Debrecen 2008.
- Erdély sorozat 1. – Erdélyi templomok 2010-ben Tóth Kiadó, Debrecen 2010.
- Erdély sorozat 2. – Erdélyi várak Tóth Kiadó, Debrecen, 2011.
- Erdély sorozat 3. – Erdély természeti kincsei Tóth Kiadó, Debrecen, 2011.
- Gyula régen és ma sor. Egyszer volt… Körös együttes Gyulai Évszázadok Alap. 2011.
- Magyar szecessziós építészet útikönyve Corvina Kiadó, Budapest 2012.
- Erdély sorozat 4. – Kincses Erdélyi városok Tóth Kiadó, Debrecen 2012.
- Magyar borvidékek – útikönyv Corvina Kiadó, 2013.
- Gyógyfürdők és gyógyszállók Magyarországon útikönyv Corvina Kiadó 2014.
- Erdélyi városok Tóth kiadó 2013
- Magyar népi építészet Corvina Kiadó 2016
- Gyulai Almásy-kastély látogatóközpont Várkastély Kiadó 2016
- Magyar építészet 1. rész Kossuth Kiadó 2016
- Magyar építészet 2. rész Kossuth Kiadó 2016
- Magyar építészet 3. rész Kossuth Kiadó 2017
- Magyar népi kézművesség – útikönyv 2017. Corvina Kiadó
- Gyula és környéke útikalauz – útikönyv Térkép Kft. 2018. május 30.
- Alföldi szecesszió exkluzív kiállítás katalógus Kurátorok: Brunner Attila és Veress Dániel 2017
- Magyar örökség – TEMPLOMOK Képes könyv 2017. Kossuth Kiadó
- Magyar örökség – KASTÉLYOK Képes könyv 2017. Kossuth Kiadó
- Magyar emlékek a nagyvilágban – címlapfotó Kossuth Kiadó
- Szecesszió – Art Nouveau WLWYB Global Kft., Bagyinszki Gábor 2021.

bagyinszki.eu - A szerző honlapja 74.000 fotóval, digitális tárlatokkal.

## Egyéni  kiállítások: 1994- 2025 között több mint 100 alkalommal
- Párizs: Magyar Ház
- Varsó: Magyar Ház
- Brüsszel I-II.: Magyar Ház
- USA: Texas, Fort Worth – Reneszánsz Hotel
- Erdély: Temesvár, Arad, Gyergyószentmiklós, Kézdivásárhely, Simonyifalva, Nagybánya, Nagyvárad, Kovászna városok.
- Felvidék: Rév-Komárom, Tőketerebes, Somorja
- Délvidék: Ada, Szabadka közös tárlat.
- Magyarország: Budapest és Gyula – (több alkalommal), Pécs, Békéscsaba, Miskolc, Gödöllő, Békés, Fót, Kazincbarcika, Győr, Szabadkígyós, Nádasdladány, Bucsuszentlászló, Szentes, Balatonföldvár, Kiskunfélegyháza, Nyíregyháza, Diósgyőr.

### A fontosabb kiállítások-tárlatok témakörei
- Gyulai képek Gyulai Vigadó, Kirakat portál
- A történelmi Magyarország építőművészete
- Magyar várak és kastélyok
- Texas a modern vadnyugat
- Reneszánsz építészet Magyarországon
- Banképítészet Budapesten
- Görög kapuk – Rodoszról
- Kastélyok, paloták
- Ötven éves a Gyulai Várfürdő
- Arad a történelmi testvérváros
- Gyula, Németváros
- Erdély természetesen
- Félúton a szerző...
- Római Katolikus templomok
- Zsinagógák  Magyarországon
- Kazincbarcika
- Vizek... a Víz Világnapján
- Erkel Ferenc életpályája „Gondolj merészet és nagyot” – Erkel kiállítás megrendezése a Bicentenárium évében
- Zsolnay tetők vonzásában
- Bacchus nyomában – hazai borvidékeink
- Lechner Ödön épületei - kamarakiállítás: a Szecesszió Világnapja alkalmából
- YBL Miklós kamarakiállítás
- Magyar szecessziós építészet Brüsszel-EU Parlament, Szabadka-Városháza, Budapest-FUGA.
- Várak a várban Gyula – Nagyvárad – Diósgyőr szabadtéri poszterkiállítás a várakban.
- Alföldi szecessziós építészet Tematikus kiállítás sorozat Kiskunfélegyháza, Nyíregyháza.
- Almásy kastély kiállítás – Békéscsaba – 2017. 01. 20.
- Várak, Kastélyok, Paloták a történelmi Magyarországon Gyula, Kohán Képtár 2017. november 23-2018. január 27.
- Trianon 100 – 2020. Száz év magány, szülőföldön hontalanul - Erkel Művelődési Központ, Gyula
- Szecessziós építészet a történelmi Magyarországon Szabadtéren - Óbudán és Erkel Ferenc Műv. Központ Gyula – 2021-2022.  Erdély – Nagybánya 2022. V.-VI.
- „Pali”, Kepenyes Pálra emlékeztem... 2023.
- Antal Tímea és Bagyinszki Zoltán: közös Petőfi fotográfiái USA, Los Angeles-i Egyesült Magyar Ház –  2023. márc. 19. Petőfi 200 jegyében
- Szecessziós válogatás a magyar építőművészeti értékeinkből Erdély, Kovászna, Kádár László Képtár –  2023. márc. 29. a kiáll. fotóanyaga ajándékozás formájában került Székelyföldre
- Magyar Fotóművészek Világ Sz. nemzetközi pályázata a szarvasi ciprus fotóval "Zölden-vízen" címmel, Bagyinszki Zoltán is a falra került. A természetfotó vándorkiállítás bemutatásra került az Alföldön. XXIV. Nemzetközi - Magyar  Fotószalon - 2024. őszén
- Szabadkígyósi Wenckheim kastély kiállítási termében a Magyar várak és kastélyok c. kiállítás 50 fotóval - 2024. szeptember 22-től
- Jókai 200 címmel jubileumi tárlat volt Amerikában, Los Angelesben a Magyar Házban - 2025. március 15-től